# Man of the People
Pour plus de détails, voir Fiche technique et Distribution.
Man of the People est un film américain réalisé par Edwin L. Marin et sorti en 1937.

## Synopsis
L'avocat Jack Moreno veut aider ses amis et les gens de son quartier. Mais pour gagner sa vie, il doit faire affaire avec la mafia.

## Fiche technique
- Réalisation : Edwin L. Marin
- Scénario : Frank Dolan
- Producteur : Lucien Hubbard
- Production : Metro-Goldwyn-Mayer
- Photographie : 	Charles G. Clarke
- Montage : William S. Gray
- Musique : Edward Ward
- Durée : 80 minutes
- Date de sortie : 
  - États-Unis : 29 janvier 1937

## Distribution

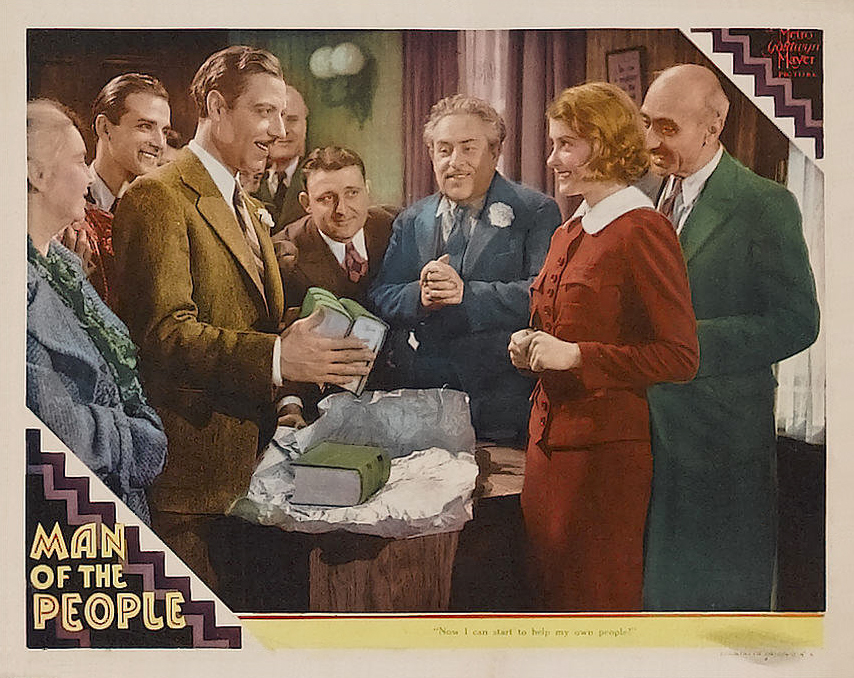
Now I can start to help my own people
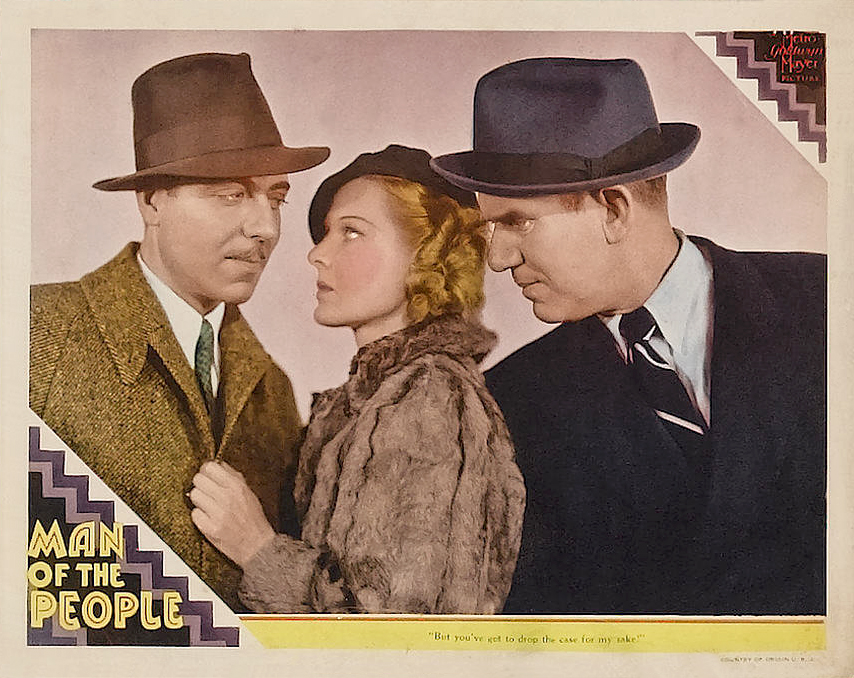
But you've got to drop the case for my sake
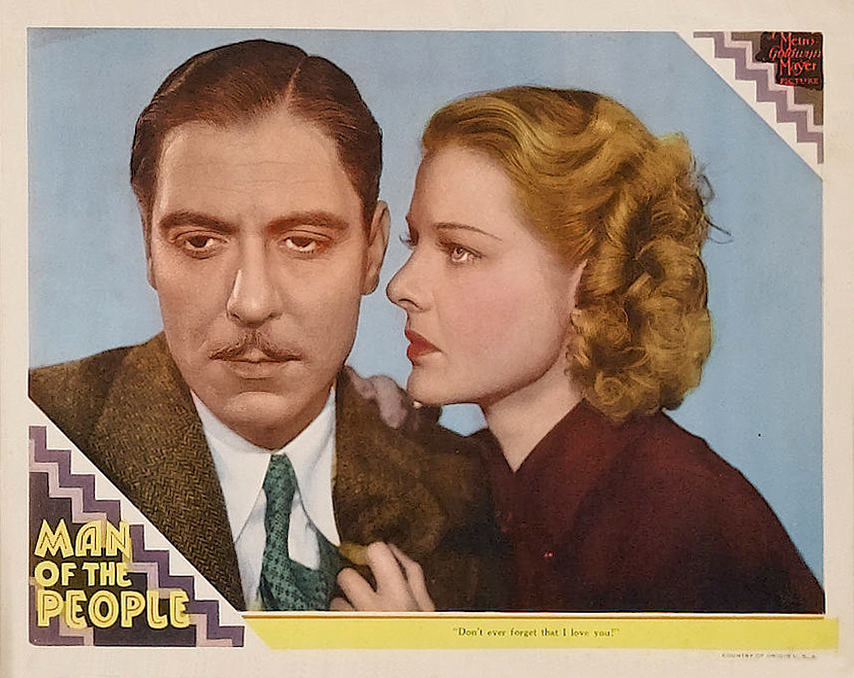
Don't ever forget that I love you

- Joseph Calleia : Jack Moreno
- Florence Rice : Abbey
- Thomas Mitchell : Grady
- Ted Healy : Joe 'The Glut'
- Catherine Doucet : Mrs. Reid
- Paul Stanton : Stringer
- Jonathan Hale : Carter Spetner
- Robert Emmett Keane : Murphy
- Jane Barnes : Marie Rossetti
- William Ricciardi : 'Pop' Rossetti
- Noel Madison : 'Dopey' Benny
- Soledad Jiménez : Mrs. Rossetti
- Edward Nugent : Edward Spetner
- Donald Briggs : Baldwin

- « Now I can start to help my own people »
- « But you've got to drop the case for my sake »
- « Don't ever forget that I love you »